# Atsuhiko Ejiri
Atsuhiko Ejiri (født 12. juli 1967) er en tidligere japansk fodboldspiller og træner.
Han har spillet for flere forskellige klubber i sin karriere, herunder JEF United Ichihara.
Han har tidligere trænet JEF United Chiba.